# Municipio de Sterling (Minnesota)
El municipio de Sterling (en inglés: Sterling Township) es un municipio ubicado en el condado de Blue Earth en el estado estadounidense de Minnesota. En el año 2010 tenía una población de 296 habitantes y una densidad poblacional de 3,17 personas por km².

## Geografía
El municipio de Sterling se encuentra ubicado en las coordenadas 43°53′40″N 94°4′15″O / 43.89444, -94.07083. Según la Oficina del Censo de los Estados Unidos, el municipio tiene una superficie total de 93.27 km², de la cual 89 km² corresponden a tierra firme y (4,58 %) 4,27 km² es agua.

## Demografía
Según el censo de 2010, había 296 personas residiendo en el municipio de Sterling. La densidad de población era de 3,17 hab./km². De los 296 habitantes, el municipio de Sterling estaba compuesto por el 95,61 % blancos, el 3,72 % eran asiáticos y el 0,68 % eran de una mezcla de razas. Del total de la población el 0,34 % eran hispanos o latinos de cualquier raza.